# Conrad von Ranck
Freiherr Conrad von Ranck (* 1664; † 6. September 1739 in Hamburg) war ein schwedischer und hessen-kasselscher Generalleutnant sowie Gouverneur der Festung Rheinfels.

## Leben
Sein Vater war der schwedische Generalmajor und Landeshauptmann von Halland Sven Anderson Ranck (1616–1684) und dessen Ehefrau Anna geb. Bergengren (1638–1716).
Conrad von Ranck stieg bis 1714 in schwedischen Diensten zum Generalmajor auf und wechselte dann, als Georg Heinrich von Görtz in Schweden de facto Regierungschef wurde, in hessen-kasselsche Dienste. Dort wurde er Generalleutnant und Kommandant der Festung Rheinfeld. Am 12. Februar 1717 wurde er als Gesandter des Landgrafen Karl nach London geschickt, um fehlende Subsidiengelder einzufordern. Zuvor vermittelte er noch die Hochzeit der schwedischen Prinzessin Ulrika Eleonore, Schwester des schwedischen Königs Karl XII., mit dem Prinzen Friedrich von Hessen, der dadurch später schwedischer König wurde.
Ende 1717 wollte er über das damals schwedische Stralsund nach Schweden reisen. Dort wurde er aber von Görtzens Leuten festgesetzt und seine Papiere wurden beschlagnahmt. Erst auf Intervention des Landgrafen Karl und der niederländischen Regierung konnte er weiterreisen.
Nach dem Sturz des schwedischen Ministers Georg Heinrich von Görtz im Jahr 1719 ging er 1720 als Generalleutnant wieder zurück in schwedische Dienste. Die letzten Jahre seines Lebens verbrachte er in Hamburg, wo er 1739 verstarb.

### Familie
Er heiratete 1714 Anna Meta von Schlitz genannt von Görtz (1686–1762), Tochter des kurhannoverschen ersten Staatsministers Friedrich Wilhelm von Schlitz (1647–1728) und Witwe des Geheimrats und Kammerpräsidenten vom Hannover Bodo von Oberg († 1713). Er hinterließ aus dieser Ehe einen Sohn und eine Tochter.